# Hydromechanizacja
Hydromechanizacja – zespół technicznych przedsięwzięć związanych z wykorzystaniem energii wody do urabiania gruntu, transportu urobku i formowania budowli ziemnych oraz przeróbki urobku na materiały budowlane.
Hydromechanizację stosuje się do:
- pionowego i poziomego pogrążania w grunt prętów, rur, ścianek stalowych, pali
- opuszczania studzien żelbetowych i kesonów
- układania kabli i rur w dnie rzek i zbiorników wodnych
- wiercenia otworów w gruncie płuczką
- wykonywania przejść pod przeszkodami
- usuwania osadów z osadników, rzek i zbiorników wodnych
- podwodnego i nawodnego pogłębiania wykopów, kanałów
- urabiania i transportu urobku do formowania budowli ziemnych
- wykonywania odkrywek oraz urabiania, transportu i segregacji urobku w przemyśle materiałów budowlanych